# Кримська гірська складчаста провінція
Кримська гірська складчаста провінція (іноді споруда) — частина Кримсько-Кавказької карстової країни.

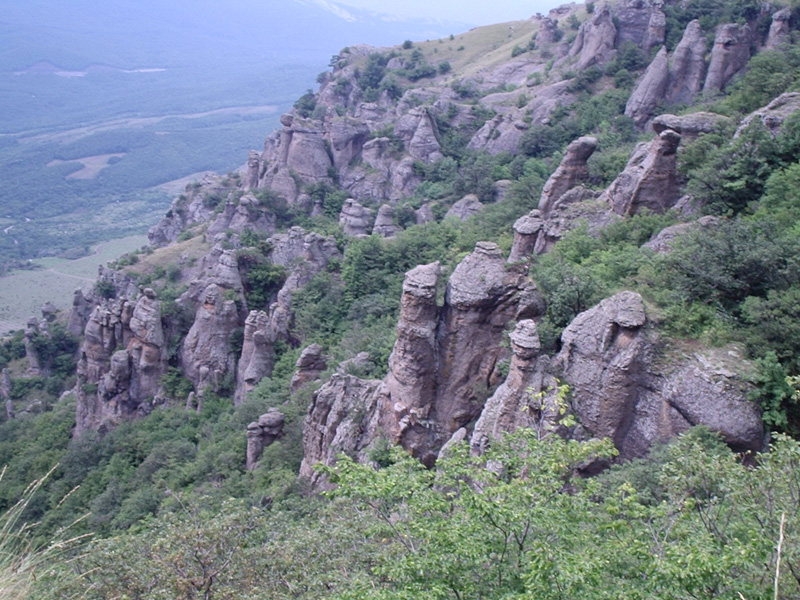
Долина привидів - на спуску з Демерджі по південно-західному схилу.

Для Кримських гір характерні карстові явища: численні лійки, западини, низькі гряди. На плато Чатир-Даг, наприклад, налічується, понад 1 000 карстових вирв, 135 печер, шахт, криниць. Підземні води, розмиваючи вапняки, поступово утворювали порожнини і провалля, внаслідок чого гірські породи осідали й деформувалися, утворюючи різноманітні вигадливі геологічні форми (Долина привидів на горі Демерджі). У товщі гірських хребтів утворилися численні печери.

## Склад Кримської гірської складчастої провінції
До складу Кримської гірської складчастої провінції входить Гірсько-Кримська карстова область з 16 карстовими районами і Передгірна Кримська карстова область з 4 карстовими районами